# Guerra de Gaza de 2014
A guerra de Gaza de 2014 (em árabe: الحرب على غزة 2014, transl. al-Harb 'alaa Ġazzah; em português, 'guerra de Gaza de 2014'), também referida como conflito Israel-Gaza de 2014 ou Operação Margem Protetora (em hebraico:  מִבְצָע צוּק אֵיתָן, Mivtza' Tzuk Eitan; em português,  'Operação Rocha Inabalável') foi uma campanha militar lançada pelas Forças Armadas de Israel contra a Faixa de Gaza, governada pela organização palestina Hamas. A operação aérea foi iniciada em 8 de julho de 2014, enquanto as primeiras incursões terrestres contra Gaza aconteceram a partir do dia 17 do mesmo mês. Em 26 de agosto, os combates se encerraram depois de sete semanas de lutas.
O conflito teve início logo após o sequestro e assassinato de três adolescentes israelenses em meados de junho de 2014. As Forças de Defesa de Israel então iniciaram a Operação Busca dos Irmãos, na procura dos três rapazes. Como parte da operação, nos onze dias seguintes, militares israelenses mataram entre cinco e dez palestinos e prenderam entre 350 e 600 outros, incluindo quase todos os líderes do Hamas na Cisjordânia. Em resposta ao sequestro dos israelenses, um jovem menino palestino, Muhamed Abu Khdeir, foi raptado e queimado vivo por extremistas judeus. Uma série de protestos eclodiram nos territórios palestinos e foguetes foram disparados contra o sul de Israel. Este, por sua vez, iniciou uma campanha de bombardeio aéreo intenso contra a Faixa de Gaza. Nove dias depois, o exército israelense decidiu começar uma invasão por terra no território e então os combates se tornaram generalizados, matando centenas de pessoas (a maioria civis).
Foi o ataque militar mais mortífero contra a região desde a Guerra de Gaza de 2008. O Escritório das Nações Unidas para a Coordenação de Assuntos Humanitários estimou em 23 de julho que 697 dos mortos eram civis, dos quais 256 eram mulheres ou crianças. No final de agosto (com sete semanas de combates), mais de 2 000 palestinos e 60 militares israelenses já haviam morrido. As Forças de Defesa de Israel acusaram o Hamas de usar civis como "escudos humanos"; uma alegação que é negada pelo grupo palestino.
Grupos de direitos humanos argumentaram que os ataques de ambos os lados, tanto os lançamentos de mísseis palestinos contra o território israelense quanto a destruição de casas de militantes do Hamas em áreas civis de Gaza pelas forças de Israel, violam o direito internacional humanitário e podem constituir crimes de guerra.

## Histórico

### Antecedentes
Os confrontos que levariam a esta operação começaram após o sequestro e assassinato de três jovens israelenses. As autoridades de Israel culparam o Hamas, já que dois dos militantes responsáveis seriam ligados ao grupo. Um oficial de inteligência palestino teria confirmado esta informação.
O Hamas negou envolvimento, dizendo que nem sequer tinha conhecimento do ocorrido e afirmou que não havia provas de que eles eram os responsáveis. Contudo, membros da organização aprovaram o sequestro, dizendo que os garotos pegos poderiam ser usados no futuro para trocas de prisioneiros. Vários palestinos foram presos em ações seguintes lideradas pelo exército israelense e várias instituições mantidas pelo Hamas, mesmo algumas com apenas fins humanitárias, foram obrigadas a fechar.
Enquanto as tensões na região aumentavam, um palestino chamado Mohammed Abu Khdeir foi sequestrado por extremistas judeus e foi assassinado. Isso levou a uma revolta dentro da população nos territórios palestinos. Na Faixa de Gaza, mísseis foram lançados contra a região sul de Israel. O governo israelense retaliou com ataques aéreos maciços.

### Início da operação

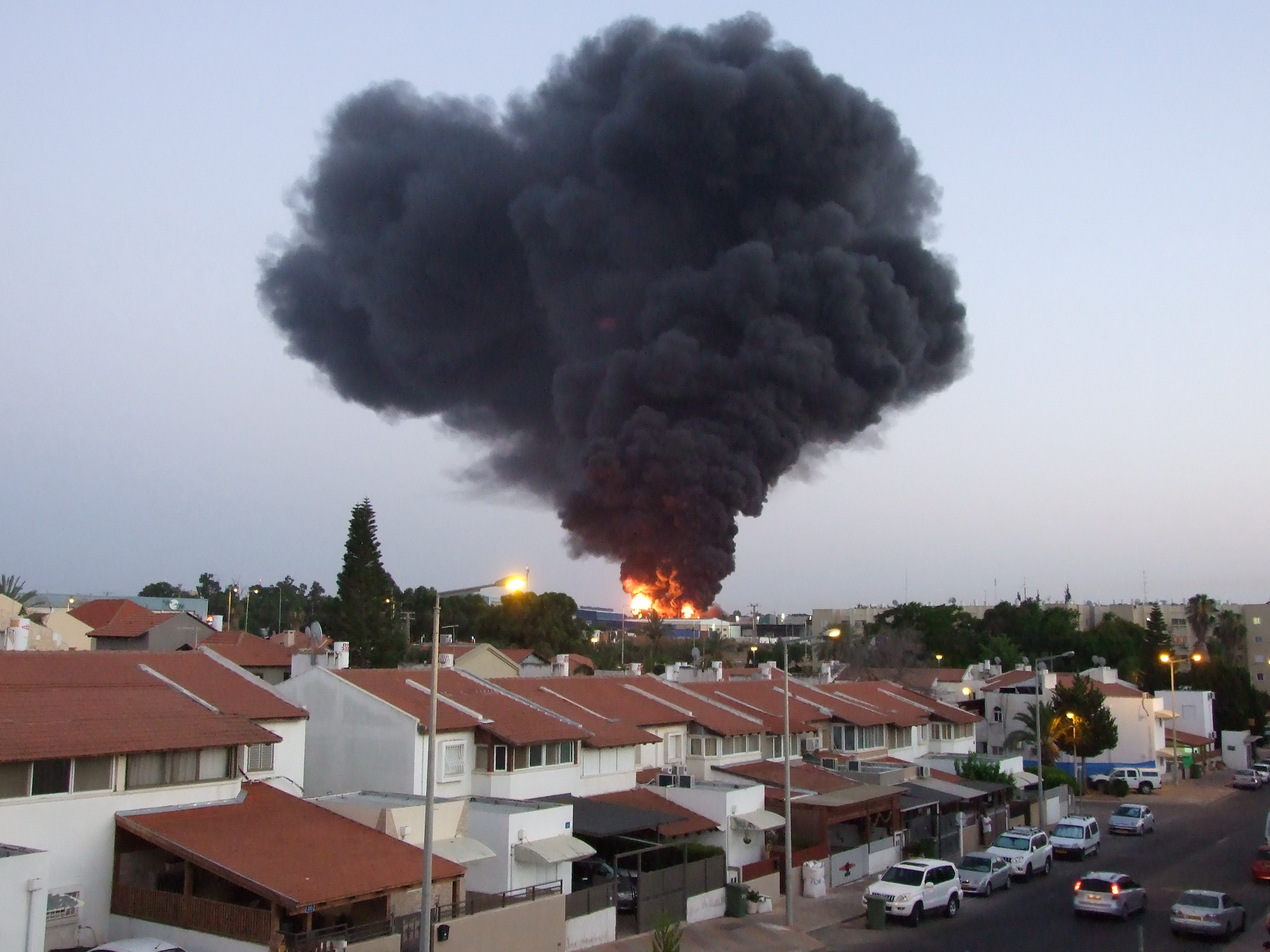
Uma explosão causada por um foguete palestino na cidade israelense de Sderot.

Entre os dias 4 e 7 de julho, o governo de Israel lançou vários ataques aéreos contra a Faixa de Gaza, matando dezenas de pessoas e ferindo várias outras. O Hamas retaliou, disparando centenas de mísseis contra o sul do país, atingindo cidades como Bersebá, Asdode, Ofakim, Ascalão e Netivot, mas sem deixar vítimas. No dia 8, militantes palestinos lançaram mais foguetes, acertando esporadicamente a área norte de Hadera, e até Telavive. O sistema de defesa aéreo israelense, o Iron Dome, teria interceptado vários projéteis. Militares de Israel também teriam interceptado uma tentativa de infiltração de jihadistas pelo mar.
No dia 8 de julho, as incursões da força aérea israelense na Palestina se intensificaram. Enquanto isso, o exército do país se aprontava, enviando milhares de soldados para a fronteira, ao mesmo tempo que ordenou a mobilização de mais 40 000 reservistas.

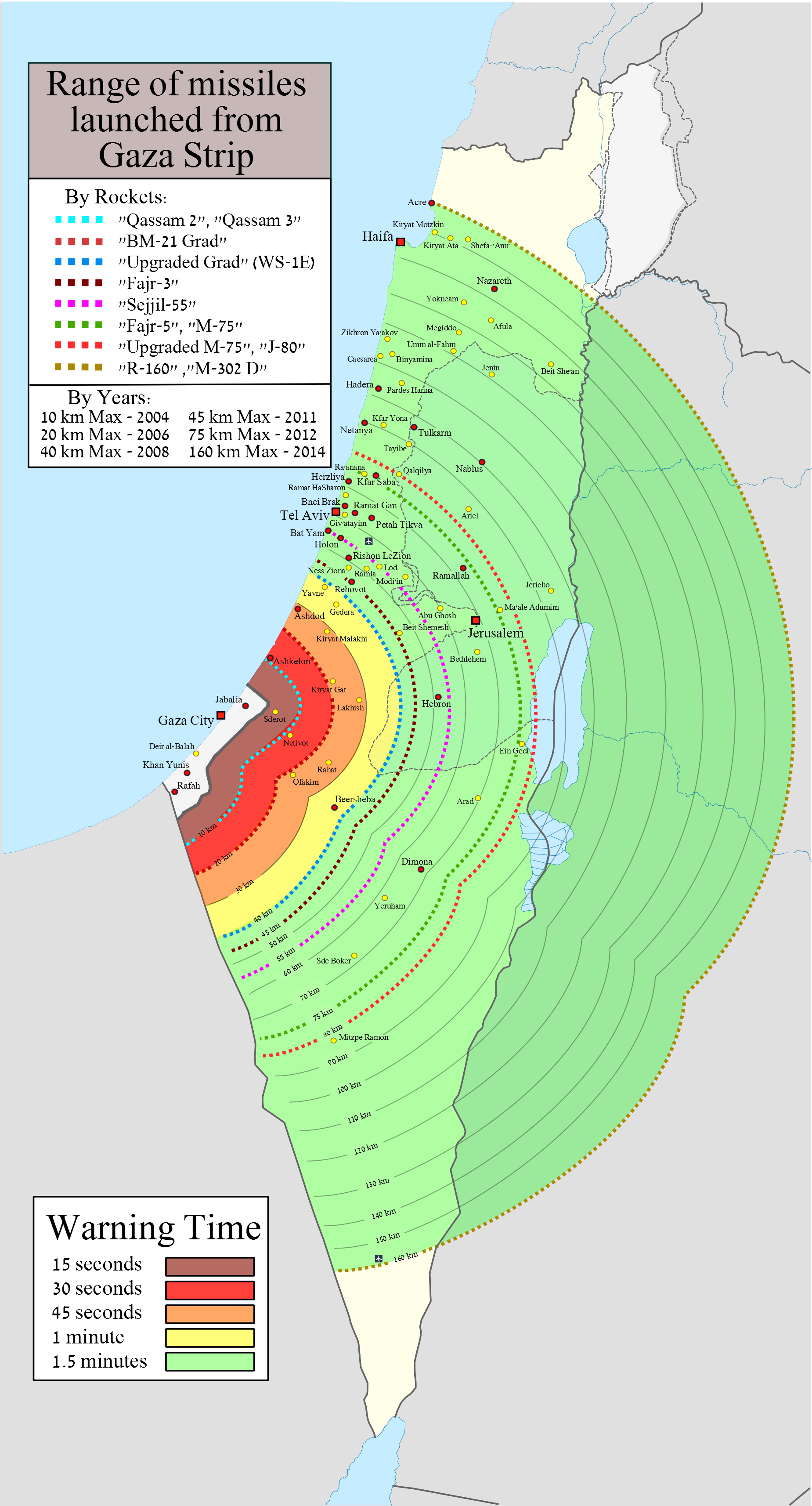
Alcance dos mísseis lançados a partir da Faixa de Gaza

Um porta-voz das forças armadas de Israel afirmou que seus exércitos estavam prontos para iniciar uma invasão terrestre da Faixa de Gaza, para "interromper as ações terroristas palestinas". Um porta-voz do governo palestino respondeu afirmando que as ações do vizinho eram uma "declaração de guerra" e que eles se protegeriam contra o "massacre de inocentes", afirmando que os palestinos tinham o direito de se autodefender.
No dia 9 de julho, novos ataques aéreos feitos por Israel contra a Faixa de Gaza foram reportados, deixando vários mortos. Enquanto isso, o lançamento de foguetes por militantes palestinos, a maioria ligados ao Hamas, continuava. Ambos os lados aceleraram a mobilização de combatentes e apoiadores, ameaçando escalar a violência na região - transformando o conflito numa guerra total aberta.
Nos dias 10 e 11, ambos os lados expandiram suas operações. O Hamas intensificou o lançamento de foguetes em mais cidades inimigas, enquanto Israel aumentava o número de incursões aéreas e bombardeios contra os palestinos. No amanhecer do quarto dia de operações, Benny Gantz, comandante do Estado-Maior das Forças de Defesa Israelenses, afirmou que o país estava pronto para iniciar a invasão terrestre contra Gaza, se tal ordem chegasse. Apenas nos três primeiros dias de confrontos, mais de 100 pessoas já haviam morrido no lado palestino, a maioria seriam civis.
Em 13 de julho, com o término do quinto dia de operações, foi reportado que as forças armadas israelenses já haviam atacado mais de 1 320 alvos em Gaza, causando mais de 167 mortos e 1 000 feridos. Durante este mesmo período, mais de 600 foguetes foram disparados por militantes palestinos contra a região sul de Israel.

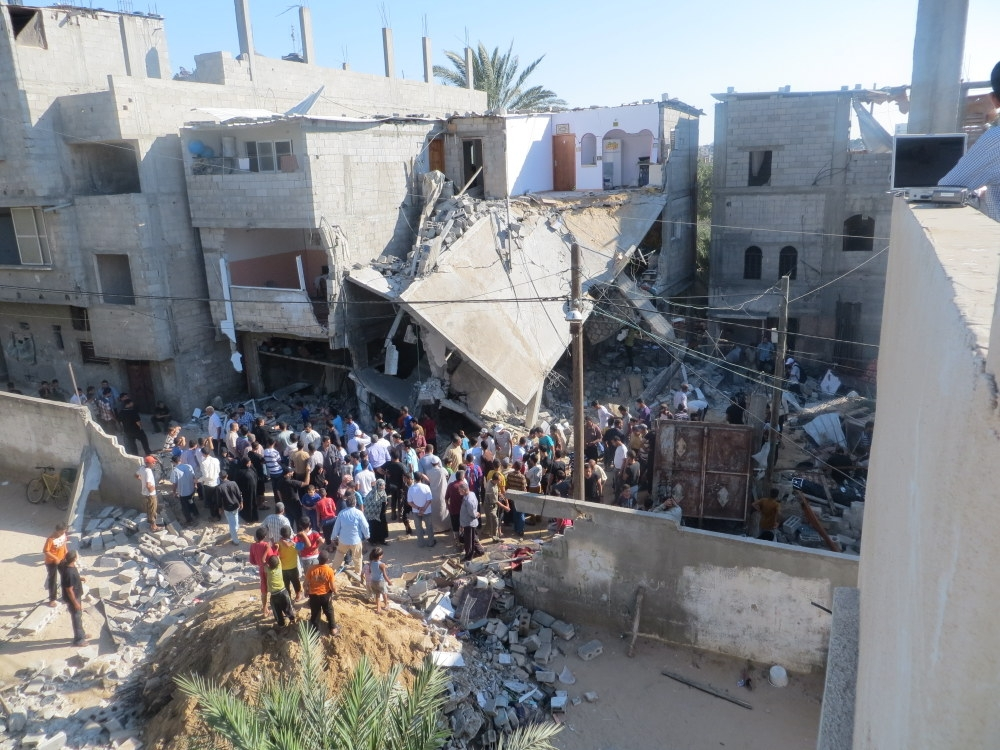
Uma casa palestina em ruínas após um bombardeio israelense

Entre os dias 13 e 15 de julho, novos ataques, de ambos os lados, foram reportados. A situação humanitária na Faixa de Gaza, que já era deteriorada, começou a piorar, de acordo com organizações de direitos humanos. Nesse meio tempo, o governo do Egito fez uma proposta de paz, onde pedia um cessar-fogo bilateral e o encerramento dos combates. O gabinete do governo israelense sinalizou que aceitaria o acordo e a liderança política do Hamas afirmou que a proposta era viável. Contudo, extremistas palestinos e membros do braço armado do Hamas, as chamadas "brigadas al-Qassam", rejeitaram o texto, afirmando que a batalha iria crescer em "ferocidade e intensidade". Israel havia respondido que, caso os palestinos não aceitassem a trégua, o país ampliaria as operações militares contra Gaza. Então, com foguetes continuando a ser disparados contra a região sul israelense, as forças armadas do país responderam intensificando os bombardeios aéreos. No dia 16, quatro crianças palestinas entre 9 e 11 anos foram mortas em um bombardeio israelense a uma praia de Gaza.
A segunda semana de operações foi marcada por aumento no número de mortos, tentativas de tréguas e alguns cessar-fogos pontuais. Em 17 de julho, o governo israelense e a liderança do Hamas fizeram, informalmente, um acordo para suspender as hostilidades temporariamente por razões humanitárias. Contudo, algumas facções palestinas continuaram a, esporadicamente, disparar foguetes e morteiros contra o sul de Israel. A paz tênue e temporária foi aproveitada pela população civil em Gaza, que correu para os bancos de ajuda internacional, atrás de mantimentos. A situação humanitária na região já havia sido descrita como 'terrível'.

### Ofensiva terrestre

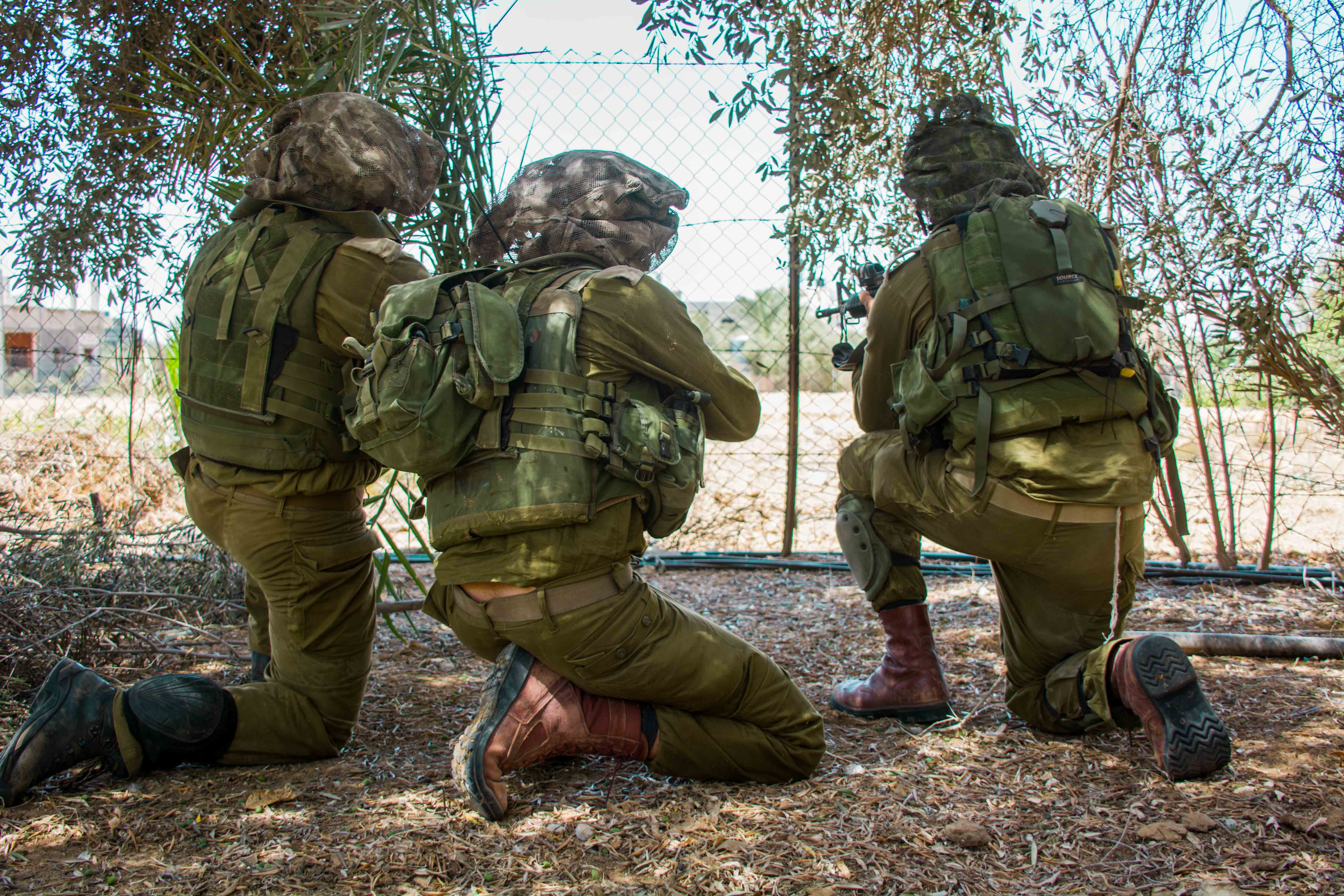
Paraquedistas da infantaria israelense durante a operação na Faixa de Gaza.

No anoitecer do dia 17 de julho, o exército israelense iniciou sua primeira ofensiva terrestre contra Gaza na guerra. De acordo com um comunicado oficial do governo, o objetivo da incursão era eliminar os "túneis utilizados para atividades terroristas contra Israel". O ataque, feito por militares de infantaria, blindados e artilharia, teve o apoio da força aérea e da marinha, que intensificaram seus bombardeios contra a Faixa de Gaza. O Hamas condenou a ofensiva terrestre e a chamou de "tola". No dia seguinte, o Ministério da Defesa Israelense aprovou a convocação de mais 18 000 reservistas, elevando o número total de convocados para 74 000. O ataque veio após um curto cessar-fogo entre as partes, visando ações humanitárias, no dia anterior.
Ao fim do décimo dia de operações, mais de duas mil surtidas aéreas já haviam sido feitas por Israel. De acordo com o porta-voz do exército, general Moti Almoz, houve vários combates nas primeiras horas da invasão terrestre, que terminou com um soldado morto (possivelmente por fogo amigo). Eles também afirmaram ter matado pelo menos 14 militantes palestinos nos embates iniciais. Em um pouco mais de uma semana, cerca de 1 500 foguetes já haviam sido disparados a partir de Gaza.

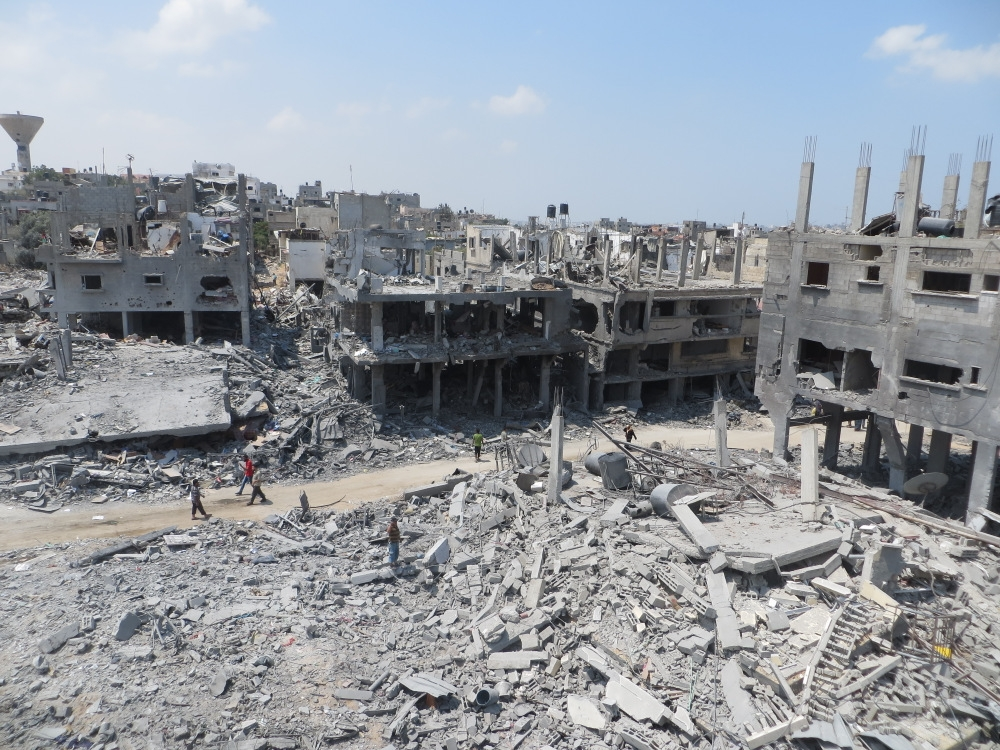
Ruínas da cidade de Beit Hanoun, no norte do território de Gaza.

No dia 20 de julho, os combates em terra se intensificaram. Israel afirmou ter matado 40 militantes palestinos apenas naquele dia. Já o Ministério da Saúde de Gaza estimou números mais altos, afirmando que ao menos 60 pessoas haviam morrido e outras 300 ficaram feridas em bombardeios aéreos. Mais tarde, foram confirmadas mais de 100 fatalidades neste dia, que acabou sendo o mais sangrento do conflito até então. Naquela altura, 13 soldados israelenses tinham morrido por fogo inimigo nas operações terrestres. Túneis usados pelo Hamas para transporte de armas e suprimentos foram destruídos. Casas de pessoas comuns na região norte da Faixa de Gaza foram destruídas e as perdas de civis foram expressivamente mais altas do que a dos combatentes.
A ONU, vários países do Oriente Médio e alguns da América do Sul (como o Brasil) condenaram a invasão israelense. Outras nações, como os Estados Unidos e as potências da Europa, demonstraram apoio ao governo de Israel e condenaram o Hamas.
A terceira semana de conflito viu a continuidade das operações terrestres israelenses contra Gaza, enquanto bombardeios por terra, ar e mar também se intensificavam. Uma escola da ONU na cidade de Beit Hanoun, utilizada como refúgio por dezenas de famílias desabrigadas, teria sido atingida por bombas lançadas por aviões de Israel, deixando 17 mortos e pelo menos 200 feridos, o que trouxe condenação internacional. Protestos na Cisjordânia e pelo mundo, feito por simpatizantes da causa palestina, foram reportados. Dois cessar-fogos para fins humanitários teriam sido declarados nesse meio tempo, mas os combates continuaram, enquanto a crise humanitária se tornava generalizada na Faixa de Gaza e o número de mortos passou, no dia 26 de julho, para mais de mil.

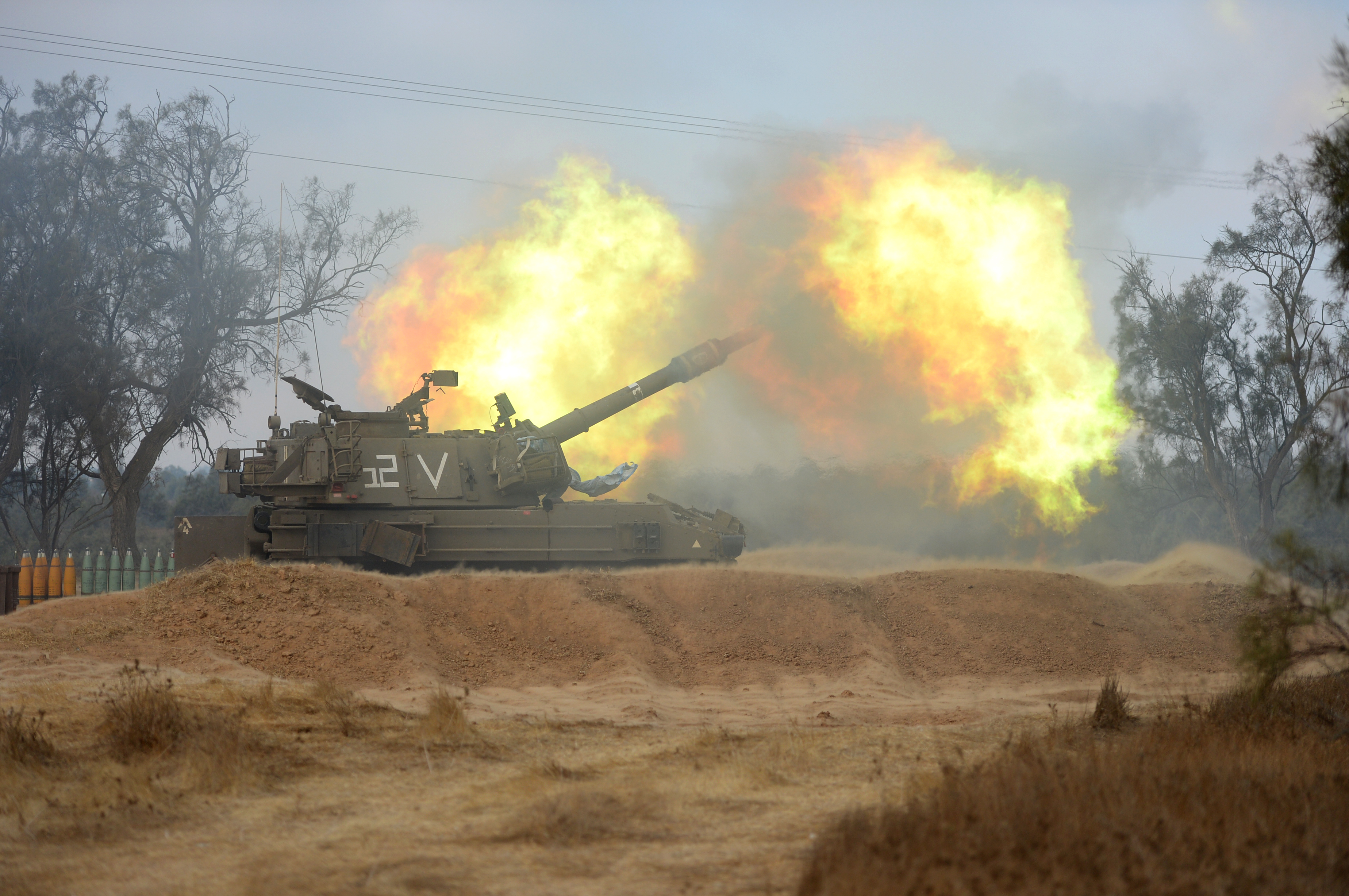
Um tanque M-109 israelense disparando contra alvos do Hamas na Faixa de Gaza.

No fim de julho, uma nova tentativa de cessar-fogo de três dias por razões humanitárias foi feita, mas o governo israelense acusou o Hamas de violá-lo. Os combates em terra se intensificaram novamente, assim como os disparos de foguetes palestinos e os bombardeios aéreos de Israel. No dia 1 de agosto, perto da fronteira com Gaza, dois soldados israelenses foram mortos em uma explosão e um outro teria sido capturado por militantes jihadistas. Mais 35 teriam morrido no lado palestino após pesados ataques com artilharia. Com o conflito completando um mês de duração, a comunidade internacional passou a exigir com mais veemência que ambos os lados chegassem a algum tipo de entendimento e encerrasse o derramamento de sangue. Em 3 de agosto de 2014, o exército israelense começou sua retirada de Gaza, encerrando sua principal incursão na região. Segundo o comando das Forças de Defesa de Israel, todos os 31 túneis que conectavam o sul do país com a Faixa de Gaza foram destruídos e entre 700 e 800 militantes palestinos teriam sido mortos. Eles também afirmaram ter atingido seriamente a infraestrutura de lançamento de foguetes do Hamas, porém o grupo ainda conseguiu lançar mais de 3 000 mísseis contra diversas áreas de Israel durante o conflito.

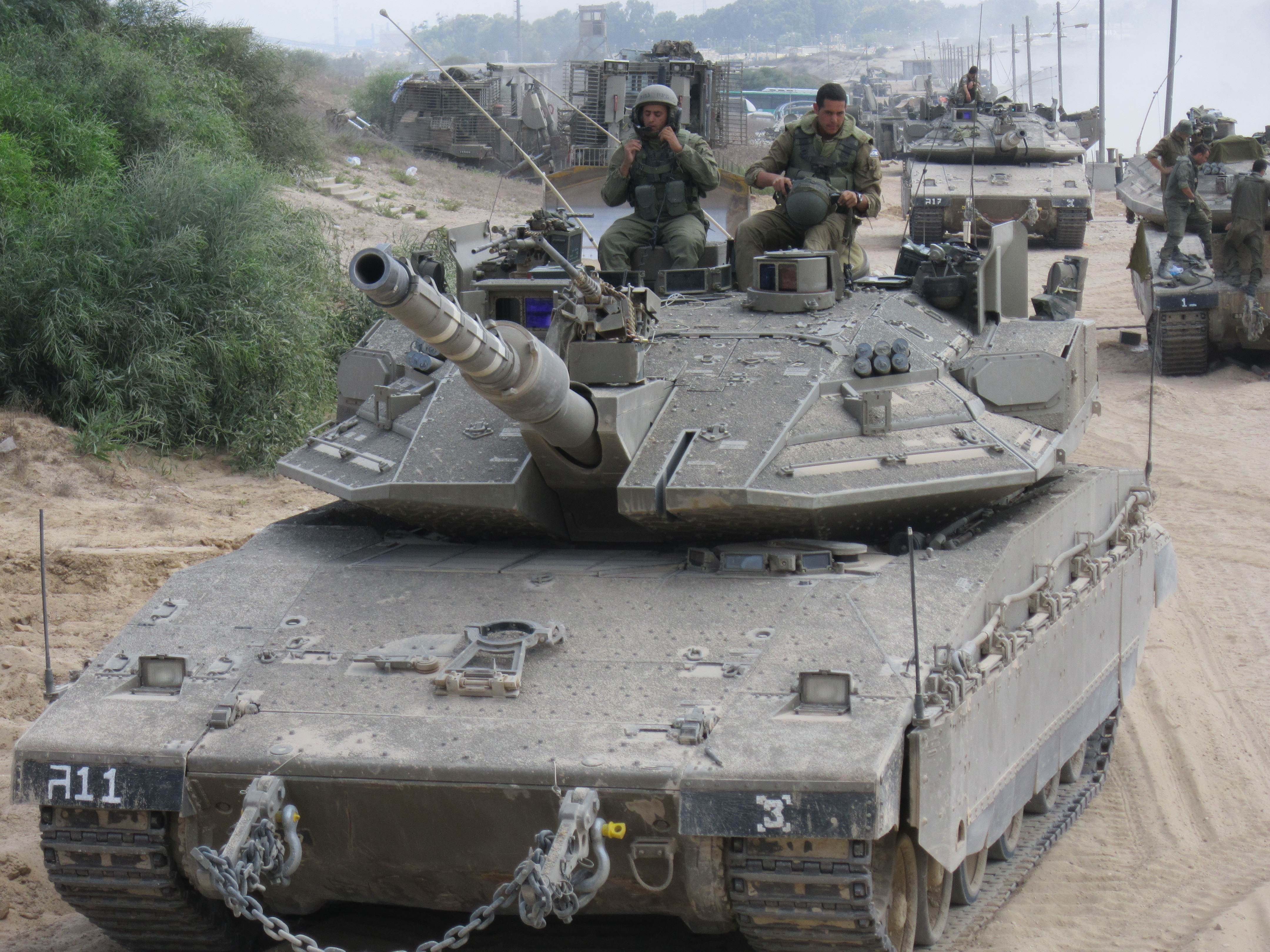
Blindados israelenses avançando nos territórios palestinos.

No dia 5, os israelenses se retiraram de todas as "posições de defesa" fora da Faixa de Gaza, dando início a mais uma tentativa de cessar-fogo, desta vez de 72 horas. Em 8 de agosto, logo após o fim dessa trégua, ambos os lados voltaram a se atacar, enquanto as conversações de paz que aconteciam na cidade do Cairo, Egito, continuavam, ainda que sem muitos progressos. No dia 10, outra trégua, para fins humanitários, foi firmada entre as partes. Após uma nova extensão do cessar-fogo para tentar acelerar as negociações, em 9 de agosto, foguetes voltaram a ser disparados contra o sul de Israel, sem deixar vitimas. A aviação israelense respondeu, bombardeando Gaza (vários civis teriam morrido). Enquanto isso, as negociações voltavam a empacar.

### Cessar-fogo
Em 26 de agosto de 2014, representantes do lado palestino e israelense acertaram um cessar-fogo, com mediação do Egito, por tempo ilimitado na Faixa de Gaza. O acordo também previa futuras reuniões para acertar acordos mais definitivos de paz. Os últimos dois dias de combates teriam sido marcados por ataques mútuos, deixando várias mortes. Após o anúncio do fim das hostilidades, centenas de milhares de palestinos foram para as ruas comemorar. A liderança do Hamas afirmou que "a resistência se saiu vitoriosa", apesar do alto número de mortos e dos vastos danos a infraestrutura local. Entre a população israelense, a maioria afirmou acreditar que não houve um vencedor claro do conflito. Mais de 2 100 pessoas teriam sido mortas durante as sete semanas que durou a guerra.
Ao todo, o conflito durou um mês, três semanas e três dias. Mais de 2 000 palestinos e 70 israelenses morreram na guerra. Os civis foram alguns dos que mais sofreram. No lado palestino, além das fatalidades, mais de 108 000 pessoas tiveram suas casas destruídas ou severamente danificadas. Mais de 485 000 habitantes da região tiveram também que fugir dos seus lares. Em Israel, ao menos 8 000 pessoas deixaram suas casas. Já do lado financeiro, o ministério das finanças israelense estimou que, na fase inicial, mais de US$ 2,5 bilhões de dólares foram gastos na operação (o custo calculado posteriormente pode ser bem maior). Na Faixa de Gaza, foi estimado que seriam precisos mais de US$ 6 bilhões de dólares para reconstruir a infraestrutura local.

## Violações de leis internacionais

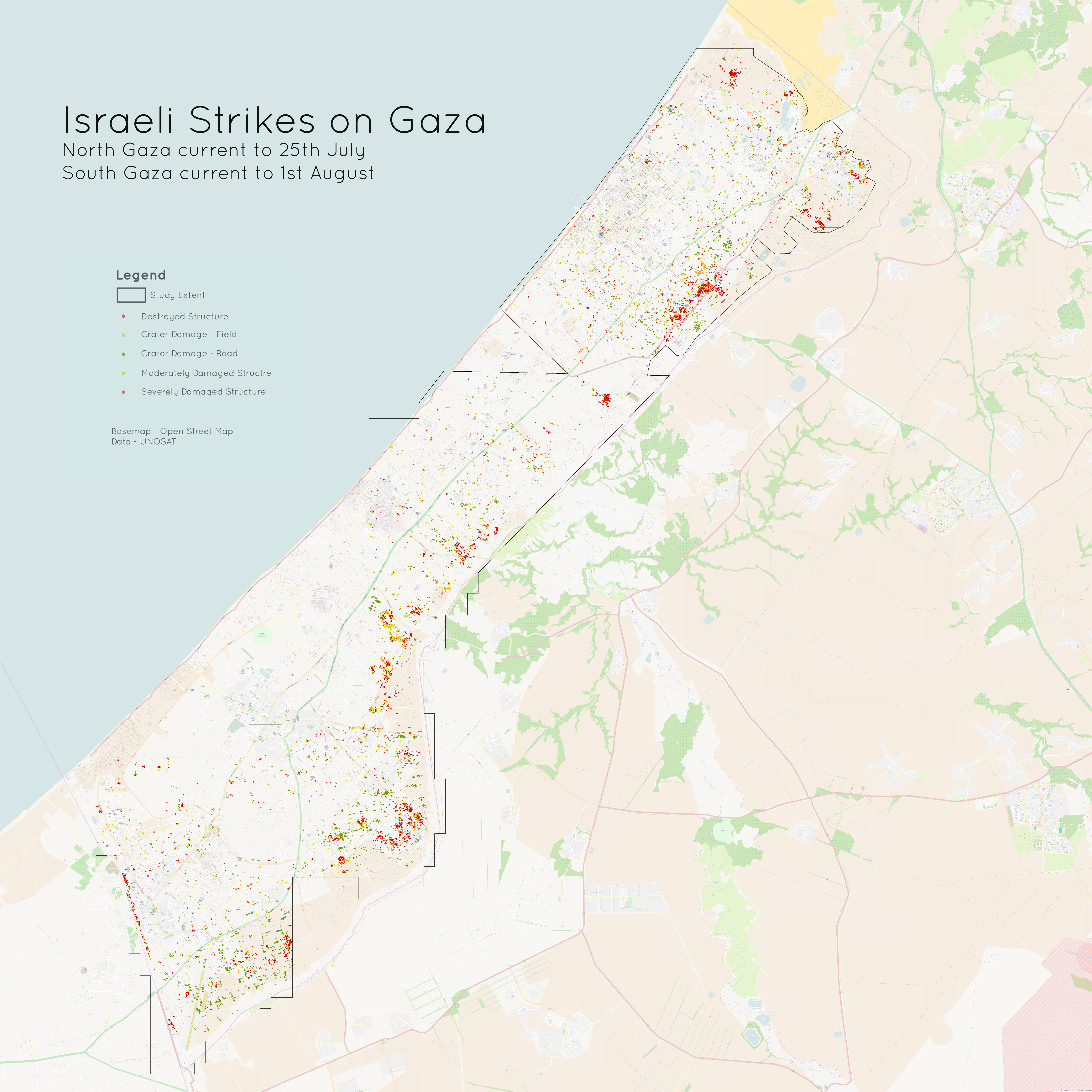
Mapa de localização dos ataques de mísseis israelenses no norte de Gaza.

Uma série de questões legais relacionadas ao conflito surgiram durante os combates. Vários grupos de direitos humanos argumentam que tanto os ataques de foguetes palestinos, quanto destruição de casas de militantes do Hamas por Israel violam o direito internacional humanitário. Navi Pillay, a Alta Comissária das Nações Unidas para os Direitos Humanos, também salientou haver "uma forte possibilidade" de que as ações de ambos os lados do conflito podem constituir crimes de guerra. Em 23 de julho, o Conselho de Direitos Humanos das Nações Unidas votou para estabelecer uma investigação sobre as violações dos direitos humanos no conflito.

### Mortes de civis
Muitos dos mortos foram civis, provocando preocupação de muitas organizações humanitárias. A Anistia Internacional afirmou que "as forças israelenses realizaram ataques que mataram centenas de civis, inclusive por meio do uso de armas de precisão, como mísseis portáteis com drones e ataques com munições, tais como artilharia, que não podem ser precisamente direcionados, em áreas residenciais densamente povoadas, como Shuja'iyyeh. Eles também atacaram alvos civis diretamente". Nove pessoas foram mortas enquanto assistiam às transmissões da Copa do Mundo FIFA em um café e oito membros de uma família morreram. Israel afirmou que essas mortes foram "erros".
Monica Awad, a porta-voz da UNICEF, condenou as mortes de civis por conta de ataques aéreos israelenses e acusou Israel de atingir mulheres e crianças, dizendo que as forças israelenses mataram deliberadamente 296 crianças em Gaza.
Israel afirmou que muitas vítimas civis são o resultado do uso pelo Hamas da população civil de Gaza como "escudos humanos" em locais alvos de lançamento de foguetes. As declarações usam dois argumentos: o uso de estruturas civis (como casas, mesquitas e hospitais) pelo Hamas para armazenar munições ou lançar foguetes, além do grupo forçar a população civil a permanecer em suas casas, de modo a proteger militantes.
Membros do Congresso dos Estados Unidos aprovaram uma nota condenando o Hamas por usar escudos humanos. A Anistia Internacional, no entanto, declarou que "não tem evidência neste momento que os civis palestinos foram intencionalmente utilizados pelo Hamas ou grupos armados palestinos durante as hostilidades atuais como 'escudos' para locais específicos, militantes ou equipamento militar dos ataques israelenses."

#### Civis israelenses

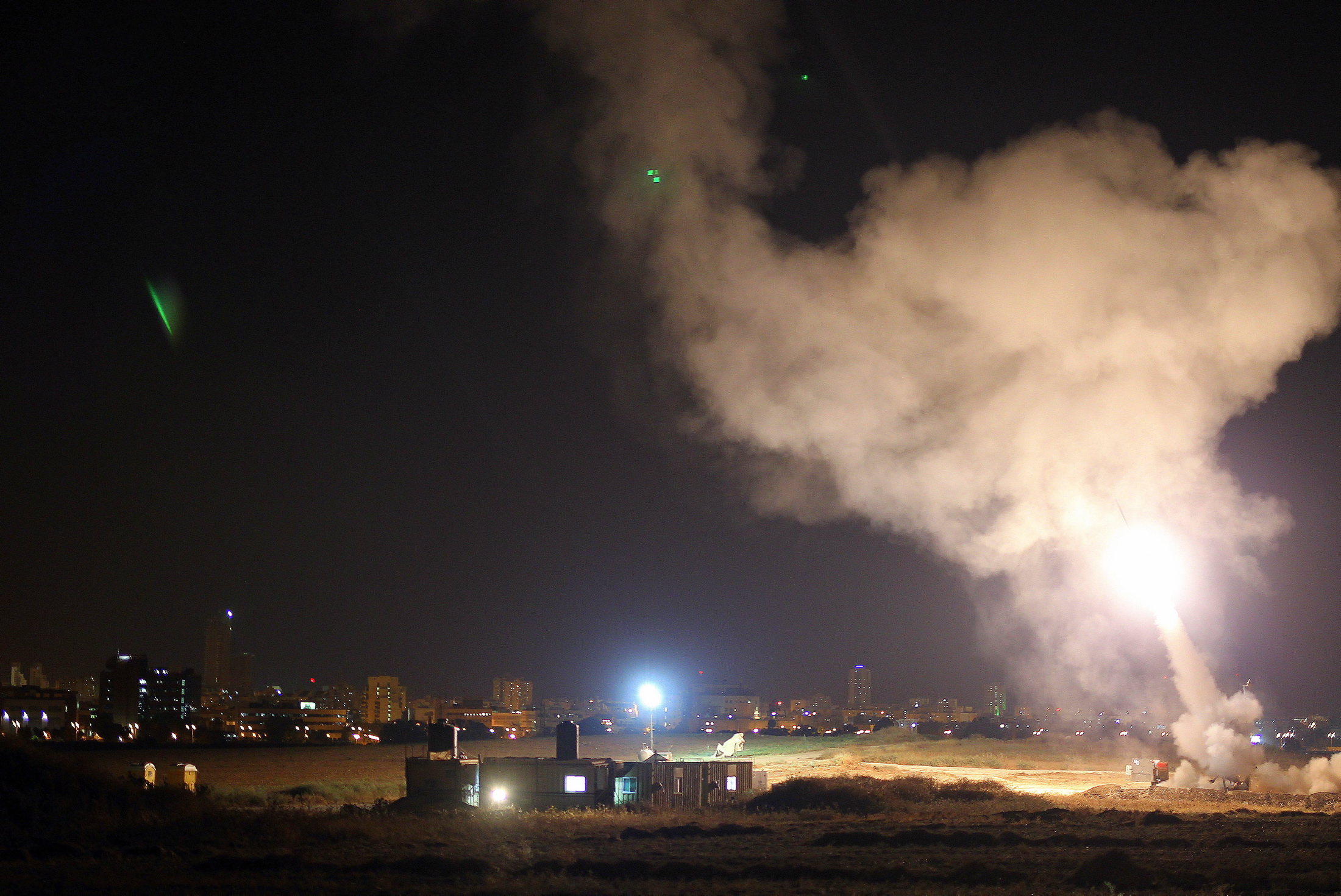
O sistema de defesa israelense "Cúpula de Ferro" intercepta um foguete lançado a partir de Gaza.

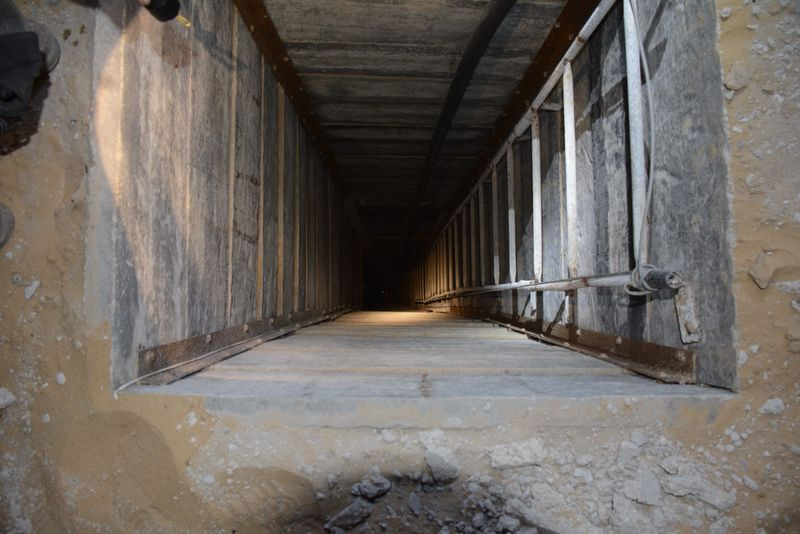
Um dos túneis descobertos na Faixa de Gaza usados pelo Hamas para movimentar foguetes e realizar ataques transfronteiriços contra soldados israelenses.

Organizações de direitos humanos, incluindo a Anistia Internacional, têm apontado para os ataques de foguetes do Hamas contra cidades israelenses como violações das leis internacionais, constituindo crimes de guerra. A embaixadora da Palestina para o Conselho de Direitos Humanos da ONU, Ibrahim Khraishi, admitiu que o Hamas agiu ilegalmente ao direcionar mísseis contra civis.
Khaled Mashaal, uma figura política do Hamas, defendeu o disparo de foguetes contra Israel, dizendo que "nossas vítimas são civis e as deles são soldados".

### Nações Unidas
A Agência das Nações Unidas de Assistência aos Refugiados da Palestina no Próximo Oriente (UNRWA - sigla em inglês) tem várias instituições e escolas na região de Gaza. Em 24 de julho, 23 delas haviam sido fechadas, 77 danificadas nos combates e três funcionários palestinos da UNRWA foram mortos, sendo dois em casa e um terceiro enquanto caminhava para casa do seu local de trabalho. O Hamas aproveitou os fechamentos para empregar alguns destes edifícios vagos da UNRWA como locais de armazenamento de armas. Os funcionários da UNRWA, quando descobriram que três das escolas desocupadas haviam sido usadas para o armazenamento de foguetes, condenou as ações do Hamas, chamando de uma "flagrante violação da neutralidade de nossas instalações".
O Ministro das Relações Exteriores de Israel, Avigdor Lieberman, afirmou que a UNRWA tinha entregue alguns foguetes descobertos ao Hamas. O vice-presidente da Israel Democracy Institute, Mordechai Kremnitzer, acusou a agência da ONU para a Palestina de crimes de guerra por entregar os foguetes, enquanto o professor da Universidade Hebraica de Jerusalém, Robbie Sabel, afirmou que a UNRWA "não tinha obrigação legal de entregar os foguetes a Israel" e não tinha outra escolha no caso. A UNRWA afirmou que os arsenais haviam sido transferidos para as autoridades policiais locais, subordinadas ao governo de unidade nacional em Ramallah, de acordo com a "prática de longa data da ONU em operações humanitárias da organização em todo o mundo". O secretário-geral Ban Ki-moon ordenou uma investigação sobre o assunto.
Em 30 de julho, as Forças de Defesa de Israel disseram que tinham descoberto a entrada de um túnel escondido dentro de uma clínica médica da UNRWA em Khan Yunis. A clínica estava cheio de explosivos, que depois explodiram e mataram três soldados israelenses. Este relatório foi posteriormente corrigido pelo Coordenador de Atividades do Governo nos Territórios, a unidade militar que implementa políticas governamentais nos territórios palestinos, que mais tarde naquele dia afirmou que, apesar de seu sinal da UNRWA, o local não estava registrado como pertencente à ONU.

#### Ataques contra instalações da ONU
Cerca de 170 escolas da UNRWA estão sendo usadas como abrigos temporários para cerca de 120 mil palestinos. Os abrigos da UNRWA foram bombardeados por Israel em seis ocasiões distintas. Algumas destas escolas sofreram danos ou foram destruídas durante o conflito. Em pelo menos um caso a origem do ataque é contestada.
Em 24 de julho, uma escola administrada pela ONU em Beit Hanoun usada para abrigar civis foi bombardeada; entre 13 e 16 civis foram mortos e 150 ficaram feridos. Várias agências de notícias relataram o governo de Israel como o responsável pelo ataque. De acordo com a investigação israelense, o pátio da escola havia sido atingido por um único morteiro 'errante' disparado pelo exército israelense, mas não causou quaisquer baixas, uma vez que o local estava vazio no momento. A UNRWA rejeitou a investigação das Forças de Defesa de Israel, dizendo uma bomba inicial foi seguida por vários outras dentro de minutos. Repórteres que visitaram a escola pouco depois disseram que danos e detritos eram consistentes com os causados por morteiros. O exército israelense disse que a área em torno da escola em Beit Hanoun tinha se transformado em um campo de batalha e pediu que o edifício fosse evacuado antes mesmo da escola ter sido atingida. Os militares disseram que um intervalo de quatro horas foi dado para evacuações. A UNRWA discordou, dizendo que os oficiais israelenses nunca responderam a pedidos urgentes da agência por um cessar-fogo.
No dia 3 de agosto, depois que as imediações de uma escola da ONU foi atacada por forças israelenses na cidade palestina de Rafah, no sul da Faixa de Gaza, e causou a morte de dez civis palestinos, Ban Ki-moon, o secretário-geral das Nações Unidas, declarou que "os abrigos das Nações Unidas devem ser zonas seguras, não zonas de combate." Ele completou dizendo: "Este ataque, junto com outras violações do direito internacional, devem ser rapidamente investigados e os responsáveis responsabilizados. É um ultraje moral e um ataque criminoso".

## Reações

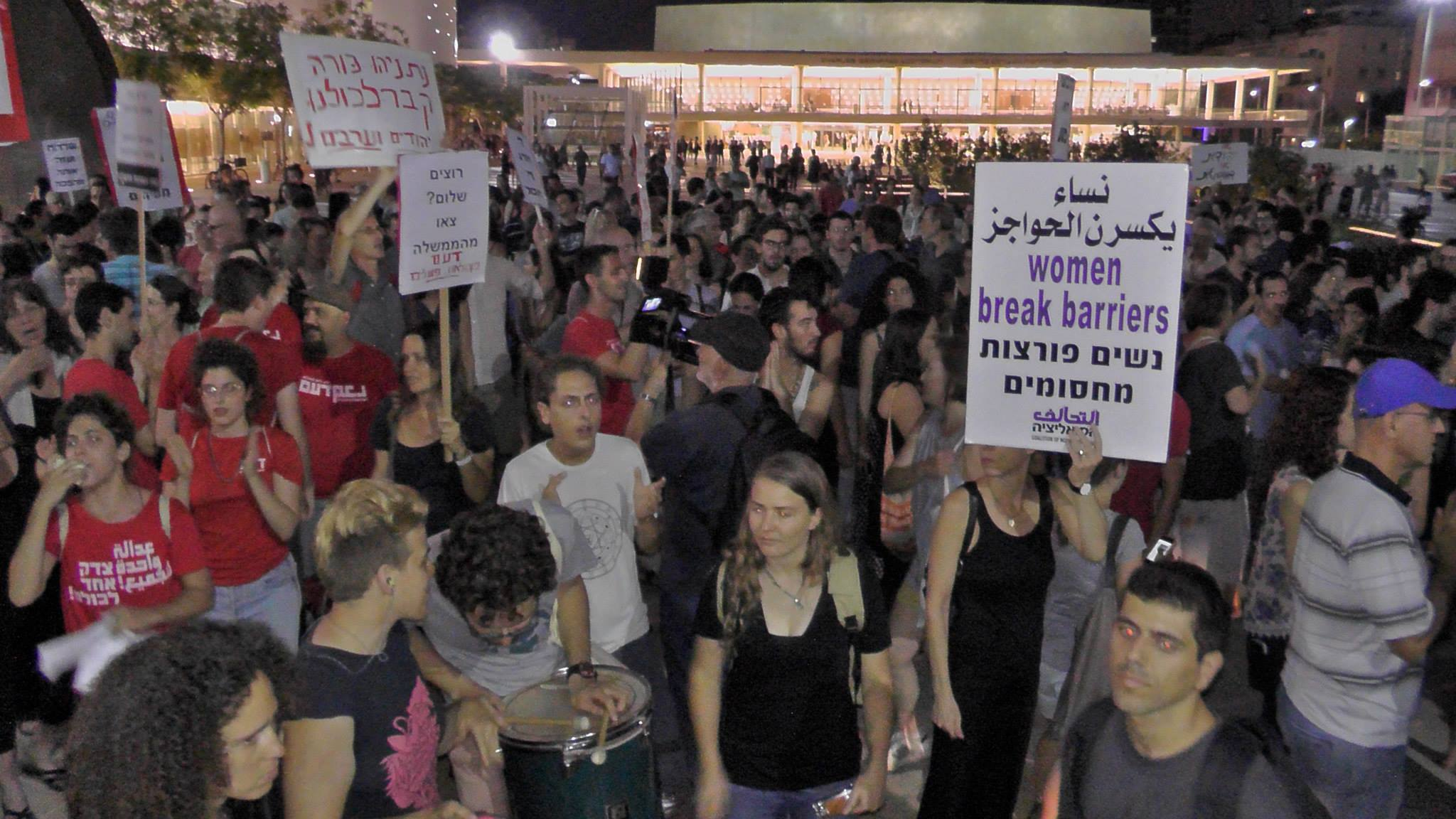
Protesto em Telavive contra a operação

### Partes envolvidas
- Israel - O primeiro-ministro israelense, Benjamin Netanyahu, rejeitou as críticas de grupos locais e internacionais de direitos humanos e prometeu continuar os ataques. Ele declarou: "Nenhuma pressão internacional vai impedir Israel de continuar sua operação em Gaza ... Os líderes do Hamas estão se escondendo atrás dos cidadãos de Gaza e eles são responsáveis por todas as vítimas."[114]
- Palestina - O porta-voz do governo palestino, Nabil Abu Rudeineh, disse que a operação foi "uma declaração de guerra contra os palestinos" e, protestou sobre o que ele descreveu como um massacre de inocentes, acrescentou que "os palestinos têm o direito de defender-se por todos os meios legítimos".[115]

### Organizações supranacionais
- Liga Árabe - Representantes da organização condenaram os ataques aéreos israelenses em Gaza e pediram ao Conselho de Segurança das Nações Unidas que realizasse uma reunião de emergência sobre a situação atual.[116] O secretário-geral Nabil Elaraby condenou os ataques israelenses em Shejaia. Em um comunicado, a organização afirmou: "El-Araby ... consideramos as terríveis operações de bombardeio e ataque ao solo de Israel no bairro de Shejaia como um crime de guerra contra civis palestinos e uma perigosa escalada".[117]

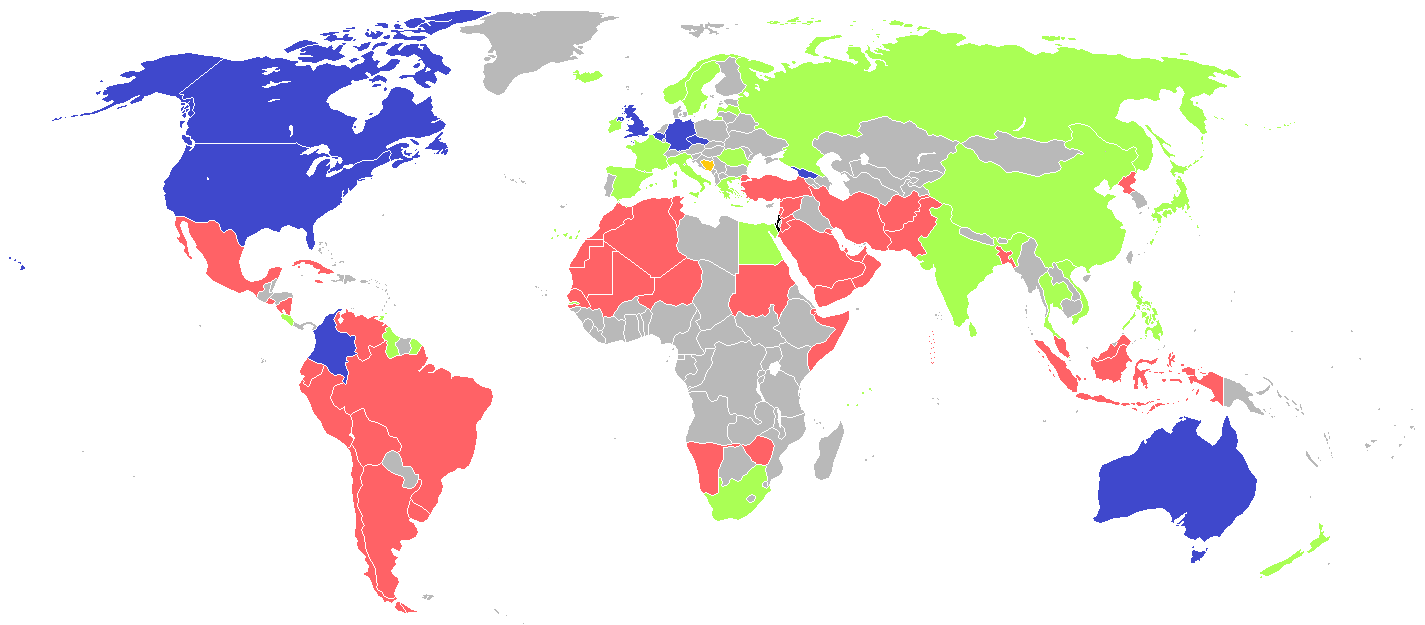
Mapa das reações internacionais à guerra de Gaza, 2014:
Israel e Faixa de Gaza
Países que apoiaram a postura de Israel e/ou condenaram os ataques de mísseis do Hamas
Países que condenaram e/ou expressaram preocupação em relação ao comportamento de ambos os lados
Países que condenaram e/ou expressaram preocupação sobre o uso desproporcional da força por Israel
Países com reações oficiais mistas

- BRICS - Uma declaração na Sexta cúpula do BRICS, realizada no Brasil, clamou que Israel e Palestina acabem com o conflito e retomem negociações para uma solução pacífica que compreenda a existência de dois Estados. O grupo também solicitou ao Conselho de Segurança da ONU que exerça plenamente as suas funções de acordo com a Carta das Nações Unidas no que diz respeito ao conflito em curso.[118]

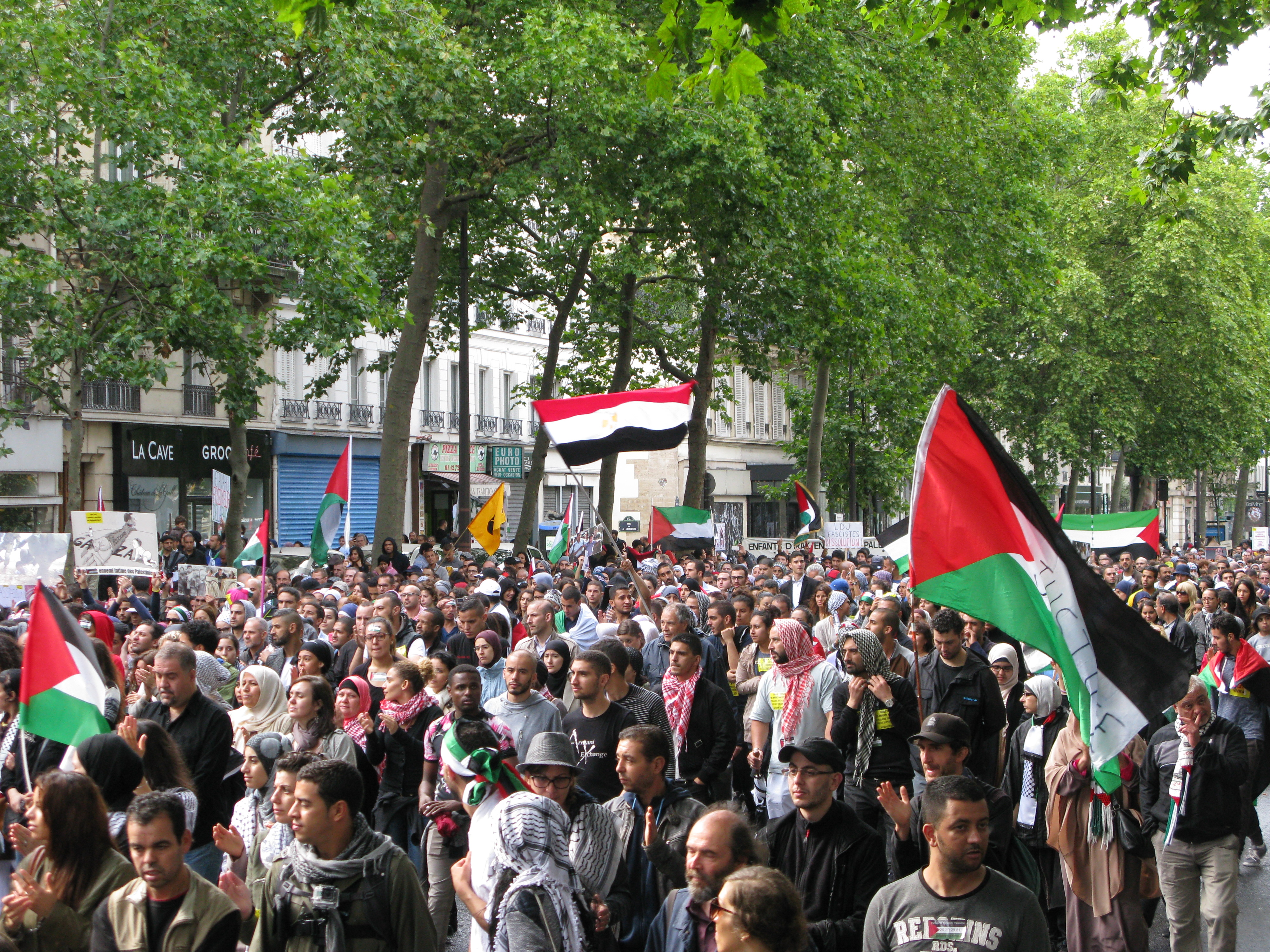
Protesto em Paris contra a operação

- União Europeia - "A UE condena firmemente os ataques indiscriminados contra Israel por grupos militantes na Faixa de Gaza. A UE deplora o número crescente de vítimas civis, supostamente entre elas crianças, causadas pelos ataques de retaliação por parte dos israelenses. A proteção e a segurança de todos os civis devem ser de suma importância".[119]
- Nações Unidas - O Conselho de Segurança pediu o fim da escalada de violência, a restauração do cessar-fogo de 2012, o respeito pelo direito internacional e a retomada das negociações diretas entre as duas partes envolvidas no conflito.[120] A Alta Comissaria para os Direitos Humanos, Navi Pillay, afirmou que relatos de ataques a casas levantam dúvidas sobre se os ataques israelenses são legais sob a lei internacional. Ela também pediu uma investigação sobre os ataques aéreos israelenses no território de Gaza.[121]

### Governos nacionais
- Brasil - Convocou o embaixador brasileiro em Telavive e, em nota, o Ministério das Relações Exteriores pediu por "um imediato cessar-fogo entre as partes" e afirmou: "O Governo brasileiro considera inaceitável a escalada da violência entre Israel e Palestina. Condenamos energicamente o uso desproporcional da força por Israel na Faixa de Gaza, do qual resultou elevado número de vítimas civis, incluindo mulheres e crianças".[122]
- Estados Unidos - O presidente Barack Obama emitiu um comunicado em que pediu que ambos os lados parem com os ataques. Ele reiterou que a "única maneira de alcançar a paz duradoura não é através da luta, mas através de uma compreensão e do comum acordo".[123] O porta-voz da Casa Branca, Josh Earnest, afirmou: "Nenhum país pode aceitar o disparo de foguetes dirigidos contra civis e nós apoiamos o direito de Israel de se defender contra ataques viciosos".[124]
- Rússia - O presidente russo, Vladimir Putin, pediu para o primeiro-ministro israelense Benjamin Netanyahu que encerrasse a operação militar contra Gaza, que estaria criando uma crise humanitária na região, com um elevado número de mortes de civis.[125]
- Reino Unido - William Hague, então secretário de relações exteriores britânico, falou sobre a preocupação do seu governo com a violência na Faixa de Gaza. Ele salientou também a condenação britânica ao lançamento de foguetes palestinos contra Israel.[126]